# 金維新
金維新（？—1659年），本名金公趾，字初麟，永昌府保山縣人，南明政治人物。

## 生平
金維新是永曆八年（1654年）的舉人，個性忠信有謀略，跟隨李定國軍隊，獲授中書舍人。他曾從容地說服李定國，斥責孫可望等同董卓、曹操，而其等同諸葛亮。李定國大為感動，說：「我不奢望成為孔明，只自勉為關羽、張飛、姜維而已。」於是李定國洗心革面，盡忠王室。次年李定國駐守南寧，軍隊疲弱，孫可望命令總兵張明志攻擊；他聯同曹延生進言：「張明志兵多，卻都是主帥舊部下，怎會互相敵對？若以奇兵從背後偷襲，對方意料不到就會驚潰。我軍乘勝前往安龍，迎接永曆帝到雲南，這樣大勢在我軍，孫可望無可奈何，名利兼收。」李定國聽從二人建議。
永曆帝在滇京，以扈從功勞打算陞金維新為大理卿。他感到不悅，出言侵犯吏部；馬吉翔、扶綱、張佐辰商議後擢人他為吏部右侍郎兼副都御史，很快改任左侍郎，署任尚書兼左都御史，和兵部的龔銘掌握兩部事務。馬吉翔被拘捕，向金維新和龔銘獻媚歌頌：「晉王功高，是二人的功勞。今晉王受封，二人亦應接受獎賞。如我可以服侍皇上，一定對他說。」二人非常高興，向李定國勸說，使得馬吉翔得再復用。自此，朝廷票擬閣臣昏暗，金維新和他敗壞朝政，馬吉翔藉為外援，文選郎中宋光祖受他們指使。
永曆十年（1656年），高勣與鄔昌琦、裴廷謨、許紹亮等人彈劾李定國，永曆帝命杖打各人一百五十次並除名，金維新勸說李定國：「高勣、鄔昌琦等人是有罪，但不可以讓朝廷蒙上殺害諫官的污名。」於是李定國聯同劉文秀解救他們恢復官職，之後他獲督理晉王軍事。永曆十三年（1659年），南明軍隊在炎遮河戰敗，朝廷商議入四川，李定國同意並宣示中外。當初王有德用一千五百兩銀賣走愛妾，被王自奇搶劫，王自奇死後妾侍屬於他；王有德哭著向李定國請求讓他歸還妾侍，李定國優待他，他不歸還，不久不得已才歸還。其時王有德鎮守建昌，他忌憚其而不敢前往；到達楚雄，他和馬吉翔苦勸李定國往永昌，不可為就入緬甸。李定國猶豫，他再說：「四川勳鎮林立，殿下以敗軍到袁宗第、郝永忠巢穴，還能讓他們聽殿下指揮嗎？恢復荊襄後，能確保朝廷不再封他們為王，與殿下並立嗎？」因此李定國決定到永昌，金維新跟隨永曆帝到猛緬，他的財物都被士兵搶奪，很快李定國為了一些小嫌隙杖殺他。

## 引用
1. 1 2  錢海岳《南明史·卷五十六·列傳第三十二》：金維新，本名公趾，字初麟，保山人。永曆八年舉於鄉。從李定國軍，授中書舍人。忠諒有志略。嘗從容為定國說王國，斥孫可望為董卓、曹操，而期定國諸葛亮。定國大感動，曰：「孔明不敢望，關羽、張飛、姜維所自勉也。」繇是革面洗心，盡忠王室。九年，定國駐南寧，軍弱不振。可望以總兵張明志等襲之，計無所出。維新偕曹延生進曰：「明志兵多，皆帥主舊部，安敢相敵？今以奇兵間襲其後，彼不虞我至，且驚潰。我乘勝至安龍，迎駕入滇，大勢在我，可望無如我何。美名厚實，兼收之矣。」定國從之。
2. ↑  錢海岳《南明史·卷五十六·列傳第三十二》：上在滇京，以扈從功，擬陞大理卿。維新不悅，語侵吏部。馬吉翔、扶綱、張佐辰定議，遽擢吏部右侍郎兼副都御史，尋轉左侍郎，署尚書兼左都御史。……二部啟事，必繇（金維新、龔銘）二人。初吉翔被拘，媚之自頌曰：「晉王功高，二公為之提絮。今晉王封，二公亦當不次膺賞。如吉翔得侍上，當為言之。」維新、銘大悅，言於定國，吉翔得復用。自是票擬閣臣陰相雷同，維新、銘恣行其私，吉翔藉為外援，文選郎中宋光祖惟其指使。
3. ↑  錢海岳《南明史·卷五十六·列傳第三十二》：高勣、鄔昌琦劾定國，被杖除名。維新言曰：「二人誠有罪，但不可有殺諫官名。」定國悟，救之復官。尋督理晉王軍事。炎遮河敗後，廷議幸蜀，定國然之，且宣示中外。初王有德以銀千五百兩賣愛妾，為王自奇所劫。自奇死，歸維新。有德泣請之定國。定國厚維新，不許，後不得已還之。是時有德鎮建昌，維新憚之，不敢去。及至楚雄，與吉翔苦勸定國走永昌，不可為則入緬。定國猶豫，復說：「川勳鎮林立，殿下以敗之餘遠至袁宗第、郝永忠之穴，能保聽節制乎？恢復荊襄，保不再封永忠等數王，以與殿下並立乎？」定國乃定幸永昌，維新從之猛緬，束裝財物盈路，皆為兵奪。後以小嫌，為定國杖斃。
4. ↑  《爝火錄·卷二十六》：丙申、大清順治十三年 永明王永歷十年、魯王十一年……秋七月丁未朔，晉王李定國、蜀王劉文秀時詣馬吉翔、龐天壽家，光祿少卿高績（勣）與御史鄔昌期（琦）患之；合疏言『二王功高望重，不當往來權佞之門；恐滋奸弊，複蹈秦王故轍』！疏上，二王遂不入朝。吉翔激王怒，命各杖一百五十，除名。定國客金維新走告定國曰：『績、昌期誠有罪，但不可使朝廷有殺諫官名』！定國即偕文秀入救，乃復二人官。